# Verbena carolina
Verbena carolina är en verbenaväxtart som beskrevs av Carl von Linné. Verbena carolina ingår i släktet verbenor, och familjen verbenaväxter. Inga underarter finns listade i Catalogue of Life.